# Kamionka (condado de Garwolin)
Kamionka es un pueblo de Polonia, en Mazovia. Se encuentra en el distrito (Gmina) de Borowie, perteneciente al condado (Powiat) de Garwolin. Se encuentra aproximadamente a 2 km al suroeste de Borowie, 9 km al noreste de Garwolin, y a 61 km al sureste de Varsovia. 
Entre 1975 y 1998 perteneció al voivodato de Siedlce.